# Coupé (Zeitschrift)
Coupé ist eine deutschsprachige Zeitschrift mit inhaltlichem Schwerpunkt auf Unterhaltung und Erotik. Zielgruppe sind Männer im Alter von 16 bis 49 Jahren. Inhaltlich geht es neben Erotik vor allem um Entertainment, Abenteuer, Technik und Autos. Die Coupé erscheint monatlich an jedem letzten Freitag im Monat.
Die erste Ausgabe der Coupé erschien 1988 zunächst als kostenloses Kfz-Anzeigenblatt, später als Zeitgeistmagazin und Wirtschaftsblatt und schließlich als erotiklastige „junge Illustrierte“ im Klaus Helbert Verlag bis 2001 in Wiesbaden, danach bis 2004 in Hamburg. Seit 2005 gehört die Zeitschrift zur Bauer Verlagsgruppe. Die Auflage lag im Jahr 2000 bei ungefähr 500.000 Exemplaren. Im 1. Quartal 2006 lag die Auflage bei sinkender Tendenz bei 88.000 Exemplaren. Der Internet-Auftritt der Zeitschrift wurde in ein Portal für kostenpflichtige Sexvideos und Webcams umgewandelt. Bis zum 4. Quartal 2007 ging die Auflage auf 54.302 zurück. Seit dem 1. Mai 2009 wird die Zeitschrift Coupé von der IVW als Titel 2327 nur noch passiv geführt. Bis März 2011 wurde sie von der Bauer-Tochtergesellschaft Inter Publish GmbH, seitdem mit neuem Konzept von der Pabel Moewig Verlag GmbH in Rastatt herausgegeben.
Zwischen dem Beginn der Statistik des deutschen Presserats im Jahr 1986 und dem Jahr 2014 stand „Coupé“ mit 18 Rügen auf Platz 3 der am meisten gerügten Printmedien nach BILD und B.Z.

## Belege
1. 1 2 3  DNB 010269665
2. 1 2
3. ↑  Fiete Stegers: Jede vierte Rüge des Presserats betraf „Bild“. NDR.de, 2014, archiviert vom Original (nicht mehr online verfügbar) am 18. August 2014; abgerufen am 17. Oktober 2017.